# Stress (zespół muzyczny)
Stress – polska grupa rockowa, prekursor polskiego hard-rocka. Zespół, który w późniejszym okresie działalności wzbogacał swój styl o wpływy rocka progresywnego oraz innych gatunków muzycznych.

## Historia
Zespół został założony w 1971 roku w Poznaniu. W jego skład wchodzili: Mariusz Rybicki (śpiew, gitara, flet), Henryk Tomczak (eks- Manufaktura Czterech Dyrektorów, później muzyk zespołów Heam i Turbo; gitara basowa) i Janusz Maślak (eks- Manufaktura Czterech Dyrektorów, później menadżer Turbo; perkusja). 
Muzycy byli uczestnikami warsztatów artystycznych w Łagowie i w celach zarobkowych grywali do tańca. Początkowo wykonywali utwory repertuaru: Black Sabbath, Deep Purple oraz Jimiego Hendrixa. 
We wrześniu tego samego roku zespół wystąpił  na II Wielkopolskich Rytmów Młodych w Jarocinie, zdobywając 1 nagrodę (kategoria: "Zespół") oraz nagrodę dla najlepszego instrumentalisty przeglądu – M. Rybickiego.
W listopadzie Stress zwyciężył w plebiscycie Gazety Poznańskiej na najpopularniejszy zespół Wielkopolski 1971 roku. Potwierdzeniem klasy muzyków był występ w Kaliszu podczas II Festiwalu Młodzieżowej Muzyki Współczesnej, gdzie otrzymali wyróżnienie. 
Sukcesy muzyków przyciągnęły uwagę branży w efekcie czego zespół został zaproszony do studia Radia Merkury w Poznaniu, gdzie regularnie nagrywał swoje kompozycje. Pierwsza sesja miała miejsce w lutym 1972 r. Niebawem utwory grupy Granica życia i Dwa lata świetlne trafiły na radiową antenę.
Ogólnopolską popularność przyniósł Stressowi utwór Ciężką drogą, który wiosną 1972 roku dotarł do 1 miejsca listy przebojów Rozgłośni Harcerskiej, a w plebiscycie popularności Non Stopu za 1972 r. zajął 5 miejsce. W tym samym plebiscycie Stress uplasował się na 4 miejscu w kategorii zespołowej. Utwór wzbudził sensację i zdominował praktycznie wszystkie listy przebojów, lecz władze uniemożliwiły dołączenie zespołu do profesjonalnej estradowej czołówki. Muzycy zmuszeni byli do egzystencji na marginesie oficjalnej sceny muzycznej. Stress rzadko koncertował i nie miał szansy na wydanie albumu, który pozwoliłby im zdobyć popularność także poza Wielkopolską. 
Latem tego samego roku poznański zespół nagrał w studiu Polskiego Radia pierwszą wersję hymnu piłkarskiego Lecha Poznań. W nagraniu, oprócz członków zespołu, wzięło udział ośmiu kibiców drużyny. Inicjatorami i pomysłodawcami zdarzenia byli: Andrzej Kosmala i Krzysztof Wodniczak, którzy namówili Andrzeja Sobczaka do napisania tekstu do Yellow Submarine, piosenki grupy The Beatles. Wodniczak napisał o całej akcji w Gazecie Poznańskiej. Nobilitacją i zarazem wyróżnieniem dla zespołu stał się udział słynnego jazzowego wibrafonisty Jerzego Miliana w trzeciej sesji nagraniowej grupy, która odbyła się 23 sierpnia 1972 roku. 
We wrześniu 1973 r. Stress wziął udział w VI Ogólnopolskim Przeglądzie Amatorskich Zespołów Artystycznych w Płocku, gdzie zdobył wyróżnienie. Mimo sukcesów (w tym sesji z Milianem) status formacji pozostał niezmienny. Muzycy zaczęli poszukiwać nowej formuły. 
Poznańska formacja powiększyła swój skład o dwóch muzyków: Andrzeja Richtera (śpiew, skrzypce) i Krzysztofa Jarmużka (gitara), (harmonijka ustna), (conga). Od tego czasu patronat nad zespołem przejęło Polskie Stowarzyszenie Jazzowe w Bydgoszczy. Poszukiwanie nowego artystycznego oblicza nie zmieniło statusu grupy.
W 1975 roku doszło do całkowitej reorganizacji składu Stressu. Tworzyli go teraz: M. Rybicki (gitara), Andrzej Lewalski (gitara basowa), Michał Przybysz (organy), (pianino) i Przemysław Pahl (perkusja). Po trzech latach nowymi partnerami Rybickiego i Lewalskiego zostali: gitarzysta Witold Łukaszewski, klawiszowiec Mariusz Zakrzewski i perkusista Wiesław Lustyk. 
W ostatnich latach działalności grupa zaprezentowała  trzy programy estradowe, tj.: Teoria powstania, Niepokonany i Trylogie przestrzeni. Zespół odbył trzy sesje nagraniowe (dwie w studiu poznańskiego radia i jedną w studiu bydgoskim). Grupa rozwiązała się z końcem 1979 roku.
W 2008 r. Stress doczekał się wydanego przez Polskie Radio dwupłytowego albumu z archiwalnymi nagraniami z serii Z archiwum Polskiego Radia (vol. 8) pt. Grupa Stress. Nagrania radiowe z lat 1972-1979. W 2014 roku nakładem Kameleon Records ukazała się płyta winylowa pt. On a Hard Rock Way 1972-1973, zawierająca zremasterowane nagrania radiowe grupy z lat 1972-1973.

## Dyskografia

### Albumy
- 2008: Grupa Stress. Nagrania radiowe z lat 1972–1979 (CD, Polskie Radio)
- 2014/2017: On a Hard Rock Way 1972–1973 (LP i CD, Kameleon Records)